# Dixon Arroyo
Dixon Jair Arroyo Espinoza (Guayaquil, 1º giugno 1992) è un calciatore ecuadoriano, centrocampista del Barcelona SC e della Nazionale ecuadoriana.

## Carriera

### Club
Ha esordito nel 2010 con il Deportivo Quito.

### Nazionale
Nel 2011 viene convocato nell'Under-20 per prendere parte al campionato mondiale di calcio Under-20.

## Palmarès

### Club

#### Competizioni nazionali
- Campionato ecuadoriano: 1

Deportivo Quito: 2011

#### Competizioni internazionali
- Leagues Cup: 1

Inter Miami: 2023